# 92685 Корделлоренц
92685 Корделлоренц (92685 Cordellorenz) — астероїд головного поясу, відкритий 31 серпня 2000 року.
Тіссеранів параметр щодо Юпітера — 3,528.